# マックス・ベロフ
ベロフ男爵マックス・ベロフ、（Max Beloff, Baron Beloff、1913年7月2日 – 1999年3月22日）は、英国の歴史家で保守党所属の一代貴族。1974年から1979年までバッキンガム大学（University College of Buckingham, 現在のUniversity of Buckingham）学長。英国アカデミー会員、王立歴史協会会員、王立芸術協会会員。

## 生い立ち
ベロフは1913年7月2日、ロンドン、イズリングトン、フィールドウェイ・クレセント、ヨーク・ハウス21番地にてユダヤ人家族の長子として生まれ、1903年にロシアからイングランドに移住した。貿易商サイモン・ベロフ (Simon Beloff) と妻マリー (Marie) の間に生まれた5人きょうだいの長子であった。妹のアン (Anne) は、1948年に生化学者エルンスト・ボリス・チェーン（ドイツ生まれのノーベル賞受賞者）と結婚した。兄のジョン・ベロフ (John Beloff) は心理学者。若きベロフはセント・ポールズ・スクールで学んだのち、オックスフォード大学のコーパス・クリスティ・カレッジで現代史を専攻し、首席で卒業した。メイア・カッツェネレンボーゲン師（パドヴァのマハラム）の子孫としてのデイヴィッド家に連なるベロフ家の血統は、『連鎖 (The Unbroken Chain) 』にて詳述されている。

## 政治見解
1992年の自伝的作品『20世紀の歴史家』の中で、ベロフは自らの政治遍歴について述べている。彼は学生の頃には保守党員であり、大学時代に社会主義に傾倒したが、第二次世界大戦後に自由主義に転向した。1960年代の教育水準に関する議論の中で、彼は大学を国庫補助の枠組みから外すべきだという彼の考えを労働党政府が敵視していることを知り、自由党が『急速に左傾化しつつある』のを感じた。この結果、彼は1979年に引退し、同時に保守党に入る決意を固めた。
1980年にナイトに叙せられ、1981年に一代貴族「オックスフォードシャー郡のウォルヴァーコートのベロフ男爵」を名乗った。彼は貴族院における教育・憲法問題について頻繁に発言し、議会の外では執筆活動を続けた。強硬な欧州統合懐疑論者であった彼は、歴史に鑑みても英国が欧州連合 (EU) に加盟するのは適切でないと主張し、『英国と欧州連合――聾者の対話 (Britain and European Union: A Dialogue of the Deaf) 』を著した（1996年出版）。
彼はニュー・レイバーの貴族院法 (House of Lords Act 1999) に強く反対し、議会が世襲の原則を擁護する中、議案可決前に死去したものの、多くの演説を行った。1999年3月22日に貴族院にて最後の演説を行い、同日死去した。

## 経歴
- オックスフォード大学コーパス・クリスティ・カレッジ下級研究員（1937年）
- マンチェスター大学歴史学助講師（1939年-1946年）
  - 第二次世界大戦時：英国陸軍通信部隊（英語版）（1940年-1941年）
- オックスフォード大学ナフィールド・カレッジ制度比較研究講師（1946年-1956年）

1954年、ジョンズ・ホプキンス大学にてアルバート・ショー外交史講座を担当し、のちに『外交政策と民主的手続き (Foreign Policy and the Democratic Process) 』として出版した。
- オックスフォード大学ナフィールド・カレッジ研究員（1947年-1957年）
- オックスフォード大学行政学グラッドストン教授（1957年-1974年）、のち名誉教授
- オックスフォード大学オール・ソウルズ・カレッジ研究員（1957年-1974年）、名誉研究員（1980年-1999年）
- オックスフォード大学セント・アントニーズ・カレッジ定員外研究員（1975年-1984年）
- バッキンガム大学学長（1974年-1979年）
- セント・アンドルーズ大学名誉教授（1993年-1998年）

彼はハイファ大学の理事に就任し、1980年にナイトに叙せられ、1981年に一代貴族「オックスフォードシャー郡のウォルヴァーコートのベロフ男爵」に昇格した。彼の死後の2005年1月、バッキンガム大学は『自由の研究のためのマックス・ベロフ・センター』を創設した。

## 著作
- 『社会秩序と大衆の騒乱、1660年-1714年』 Public order and popular disturbances 1660–1714 (1938).
- 『ソビエト＝ロシアの外交政策、1929年-1941年』 The Foreign Policy of Soviet Russia 1929–41 (2 volumes) (1947/1949).
- 『トマス・ジェファソンと米国民主主義』 Thomas Jefferson and American Democracy (1948).
- 『ソ連の極東政策、1944年-1951年』 Soviet Policy in the Far East, 1944–51 (1953).
  - 『ソヴィエトのアジア政策』 石川忠雄、小谷秀二郎 訳、日本外政学会、1957年
- 『絶対主義の時代、1660年-1815年』 The Age of Absolutism, 1660–1815 (1954).
- 『外交政策と民主報道』 Foreign Policy and the Democratic Press (1955).
- 『欧州と欧州人』 Europe and the Europeans (1957).
- 『列強』 The Great Powers (1959).
- 『外交政策の新局面』 New Dimensions in Foreign Policy (1961).
- 『合衆国と欧州統合』 The United States and the Unity of Europe (1963).
- 『勢力の均衡』 The Balance of Power (1968).
- 『帝国の落日――第1巻：英国の自由主義帝国』 Imperial Sunset-Volume 1: Britain’s Liberal Empire 1897–1921 (1969).
- 『米国の連邦政府』 The American Federal Government (1969).
- 『英国の外交政策の将来』 The Future of British Foreign Policy (1969).
- 『政治学における知識人』 The Intellectual in Politics (1970).
- 『集産主義の波――転換は起こるのか』 The Tide of Collectivism- Can it be Turned? (1978).
- 『国家と公僕』 The State and its servants (1979).
- 『英国政府』（ジリアン・ピールとの共著） The Government of the United Kingdom (with Gillian Peele) (1980).
- 『戦争と福祉――英国、1941年-1945年』 Wars and Welfare: Britain, 1941–1945 (1984).
- 『帝国の落日――第2巻：コモンウェルスの夢 1921年-1942年』 Imperial Sunset-Volume 2: Dream of Commonwealth 1921–42 (1989).
- 『20世紀の歴史家』 An Historian in the Twentieth Century (1992).
- 『英国と欧州連合――聾者の対話』 Britain and European Union: Dialogue of the Deaf (1996).

編著: 
- 『歴史――人類とその物語』 History: Mankind and his story (1948).
- 『フェデラリスト』 The Federalist (1948).
- 『米国革命に関する論争』 The Debate on the American Revolution, 1761–1783 (1949).
- 『欧州と欧州人――国際的議論』 Europe and the Europeans: an International Discussion (1957).
- 『圧政を追及して――ウィーナー図書館からレオナルド·G·フィオーレに捧げる随想集』 On the track of tyranny: essays presented by the Wiener Library to Leonard G. Montefiore (1960).
- 『1970年代アメリカの政治体制』 American Political Institutions in the 1970s (with Vivian Vale) (1975).
- 『ソ連を越えて――権力の崩壊』 Beyond the Soviet Union: the fragmentation of power (1997).

## その他の出典
- Hutchinson's Encyclopaedia of Britain
- Who was Who
- The Times, 24 March 1999, p23
- Cameron-Watt, D. (2004) ‘Max Beloff’, Oxford Dictionary of National Biography.
- Crick, B. (1999) ‘Loose and loud cannon’, The Guardian, March 25.
- Johnson, N. (1999) ‘Obituary: Max Beloff’, The Independent, March 26.
- Johnson, N. (2003) ‘Max Beloff, 1913–1999’, Proceedings of the British Academy: Vol. 120, pp21–40.

- 図書館にあるマックス・ベロフに関係する蔵書一覧 - WorldCatカタログ